# Deshler (Nebraska)
Deshler es una ciudad ubicada en el condado de Thayer en el estado estadounidense de Nebraska. En el Censo de 2010 tenía una población de 747 habitantes y una densidad poblacional de 567,75 personas por km².

## Geografía
Deshler se encuentra ubicada en las coordenadas 40°8′23″N 97°43′24″O / 40.13972, -97.72333. Según la Oficina del Censo de los Estados Unidos, Deshler tiene una superficie total de 1.32 km², de la cual 1.32 km² corresponden a tierra firme y (0%) 0 km² es agua.

## Demografía
Según el censo de 2010, había 747 personas residiendo en Deshler. La densidad de población era de 567,75 hab./km². De los 747 habitantes, Deshler estaba compuesto por el 99.33% blancos, el 0% eran afroamericanos, el 0.4% eran amerindios, el 0% eran asiáticos, el 0% eran isleños del Pacífico, el 0% eran de otras razas y el 0.27% pertenecían a dos o más razas. Del total de la población el 0.54% eran hispanos o latinos de cualquier raza.